# Anna Rosa Cisquella
Anna Rosa Cisquella (Barcelona, 20 de junio de 1954 ) es actriz y la productora ejecutiva de la compañía de teatro Dagoll Dagom. Es la hermana gemela de Georgina Cisquella  y está casada con el actor Pep Cruz.

## Trayectoria
Licenciada en Historia Contemporánea por la Universidad Autónoma de Barcelona (UAB), comenzó sus estudios de interpretación en el Orfeó de Sants. Después de intervenir en varios espectáculos universitarios ( Les Troianes de Eurípides-Sartre con quien compartió reparto con Rosa Novell  e Isona Passola  o La semana trágica dirigida por Lluís Pasqual), en 1975 inicia su carrera profesional como actriz e ingresa en la compañía Els Joglars dirigida por Albert Boadella con el espectáculo Alias Serrallonga con el que realizó varias giras por España y América del sur. También intervino en la serie televisiva La Odisea, también de Els Joglars  y en la serie televisiva Tierra de escudella .
Con la Asamblea de Actores y directores formó parte de la Trilogía de los marginados (que incluía Una bassa d'oli de Joan Abellán, Els Jambus  de Juli Vallmitjana, Drama d'humils de Joan Puig y Ferreter )  y ¡Crac! o la irresistible caiguda en vertical del teatre con dirección de Jaume Melendres, Frederic Roda y Joan Abellan y música de Francesc Burrull y La Trinca.
En 1977 entró a formar parte de Dagoll Dagom  como actriz con el espectáculo No hablaré en clase dirigido por Joan Ollé. Formó parte del reparto de Antaviana (1978), un espectáculo basado en los cuentos de Pere Calders con dirección de Joan Lluís Bozzo. El espectáculo actuó con gran éxito durante tres años. Después participó en los espectáculos La nit de Sant Joan (1981), con música de Jaume Sisa y dirección de Joan Lluís Bozzo  y Glups! a partir de los cómics de Gérard Lauzier con música de Joan Vives y dirección de Joan Lluís Bozzo. A partir del año 1985 dejó la interpretación para centrarse en temas técnicos, de dramaturgia de espectáculos y producción  de los siguientes proyectos de la compañía.
Ha sido coordinadora general de la empresa 3XTR3S (formada por Anexa, Dagoll Dagom y El Tricicle )  que gestiona el Teatro Poliorama y el Teatro Victoria hasta 2019. Ha sido presidenta de la Associació de Companyies de Teatre Professional de Catalunya y vicepresidenta de la Federación Estatal de Asociaciones de Empresas de Teatro y Danza. En 2021 dirigió el espectáculo Bye bye monstre. En junio de 2022, en una entrevista en la Cadena ser, anunció que se volverá a representar la emblemática Mar i Cel en 2024 y probablemente esta obra servirá como clausura de su vida profesional, así como el acto de clausura de la compañía Dagoll Dagom.
Junto con Isona Passola y Vidal, Sala Flyhard, la cooperativa BAARC y Natàlia Obiols pone en marcha la rehabilitación de los Cines Texas para convertirlos en una sala de teatro, el único cine del mundo donde sólo se hará cine en catalán y un centro cultural.

## Premios y reconocimientos
En 1994 recogió el Premio Nacional de Cultura por la trayectoria de su compañía, Dagoll Dagom.
Cruz de Sant Jordi 2021.
Premio DRAC 2025.